# Emir Dizdarević
Emir Dizdarević est un joueur d'échecs bosnien né le 2 avril 1958 à Zenica.
Au 1er novembre 2019, il est le sixième joueur bosnien avec un classement Elo de 2 444 points.

## Biographie et carrière

### Champion de Bosnie-Herzégovine
Dizdarević reçut le titre de grand maître international en 1989 et remporta le championnat de Bosnie en 2011 et 2012.

### Compétitions par équipe
Dizdarević représenta la Yougoslavie lors de la Mitropa Cup de 1985 et remporta la médaille d'or par équipe et la médaille d'or individuelle au troisième échiquier avec 4,5 points sur 6 (trois victoires et trois parties nulles).
Il représenta la Bosnie-Herzégovine lors de douze olympiades de 1992 à 2018, marquant 64 points en 116 parties,,. Lors de l'Olympiade d'échecs de 1994 à Moscou, il marqua 7,5 points en douze parties au deuxième échiquier et remporta la médaille d'argent par équipe (la Bosnie finit deuxième de la compétition). Lors de l'Olympiade d'échecs de 1996 à Erevan, il fut invaincu au quatrième échiquier (six victoires et huit parties nulles) et l'équipe de Bosnie finit septième de la compétition. En 2004, il marqua la moitié des points (5,5/11) au premier échiquier.
Il participa à cinq championnats d'Europe par équipe de 1992 à 2009. L'équipe de Bosnie finit dixième en 1992 et 1997.

### Vainqueur de la Coupe d'Europe des clubs d'échecs
Avec l'équipe du Bosna Sarajevo, Dizdarević a participé à de nombreuses coupes d'Europe des clubs d'échecs. En 1993, il marqua 4,5 points en six parties et remporta la médaille de bronze par équipe. En 1994, il remporta la Coupe d'Europe avec l'équipe de Sarajevo. En 1995 et 1997, Sarajevo finit quatrième. En 1999, 2001 et 2002, Sarajevo remporta la Coupe d'Europe mais Dizdarević, qui était remplaçant, ne disputa aucune partie.

### Participation au championnat du monde 2000
En avril 2000, lors du tournoi zonal de Pula, Dizdarević marqua 6,5 points en onze parties et finit à la 5e-7e place ex æquo. Les sept premiers joueurs étaient qualifiés pour le Championnat du monde de la Fédération internationale des échecs 2000 à New Delhi et Téhéran.
Lors du championnat du monde d'échecs 2000, Dizdarević battit Lev Psakhis au premier tour 4 à 3 après départage en blitz, puis perdit au deuxième tour face à Boris Guelfand (0 à 2).

### Tournois internationaux
Dizdarević remporta les tournois de : 
- Pleven en 1987 ;
- Sarajevo (tournoi Bosna) en 1988, ex æquo avec Iossif Dorfman et Bogdan Lalić ;
- Ljubljana en 1992 ;
- Vienne (open) en 2003, covainqueur avec Stefan Kindermann[8] ;
- Zenica en  2003 (mémorial Iljas Subasic, 7/9)[9], 2005 (mémorial Iljas Subasic, vainqueur au départage)[10], 2008 (7/9)[11] et 2012[12]  ;
- Bošnjaci (open) en 2014 (7,5 points sur 9)[13].